# Sant Joan de Mollet
Sant Joan de Mollet ist eine katalanische Gemeinde in der Provinz Girona im Nordosten Spaniens. Sie liegt in der Comarca Gironès.